# Optare Visionaire

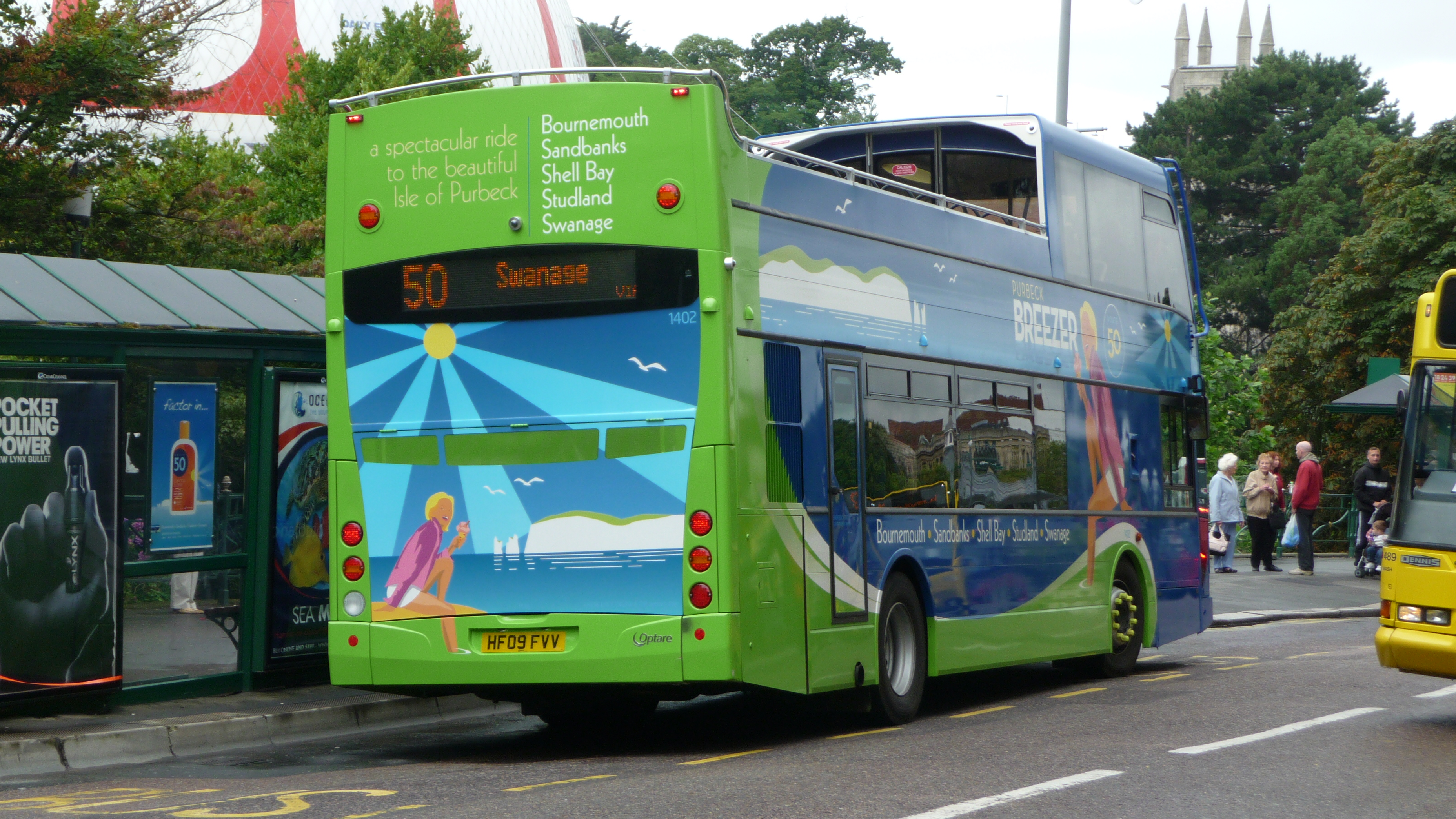
Вид сзади

Optare Visionaire — двухэтажный автобус с открытым верхом, выпускавшийся с 2006 по 2011 год компанией Optare.

## История
Visionaire впервые был представлен в ноябре 2006 года на шасси Volvo B9TL. По сути, Visionaire является версией Optare Olympus с открытым верхом и двухэтажной версией Optare Esteem.
С 2007 года автобус назывался Darwen Visionaire. С июня 2008 года автобус выпускался компанией Optare на шасси Scania N230UD.
Планировалось производство одноэтажного автобуса Panaire, однако оно не было осуществлено.